# 2138 Свіссейр
2138 Свіссейр (2138 Swissair) — астероїд головного поясу, відкритий 17 квітня 1968 року.
Тіссеранів параметр щодо Юпітера — 3,363.
Названо на честь Swissair - національної авіакомпанії Швейцарії.